# Локи (сериал)
«Ло́ки» (англ. Loki) — американский телесериал, созданный Майклом Уолдроном для стримингового сервиса Disney+ и основанный на одноимённом персонаже из Marvel Comics. События сериала происходят в медиафраншизе «Кинематографическая вселенная Marvel» (КВМ), и он напрямую связан с фильмами франшизы. События сериала начинаются в фильме «Мстители: Финал» (2019), где альтернативная версия Локи создала новую временную линию. Производством «Локи» занималась Marvel Studios. Главным сценаристом первого сезона сериала выступил Майкл Уолдрон, а режиссёром стала Кейт Херрон. Во втором сезоне должность ведущего сценариста занял Эрик Мартин, в то время как Джастин Бенсон и Аарон Мурхед выступили главными режиссёрами.
Том Хиддлстон вновь исполняет роль Локи из серии фильмов. Также одну из главных ролей играет Оуэн Уилсон. К сентябрю 2018 года Marvel Studios разрабатывала несколько мини-сериалов для Disney+, сосредоточенных на второстепенных персонажах из фильмов КВМ, среди которых был сериал про Локи. Данный сериал был подтверждён в ноябре 2019 года, так же как и участие Хиддлстона. В феврале 2019 года был нанят Уолдрон, а Херрон присоединилась в августе этого же года. Съёмки начались в январе 2020 года в Атланте, Джорджия, но были приостановлены в марте 2020 года из-за пандемии COVID-19. Производство возобновилось в сентябре 2020 года и завершилось в декабре. В феврале 2022 года было подтверждено участие Эрика Мартина, Джастина Бенсона и Аарона Мурхеда в производстве второго сезона. Съёмки сезона проходили в Великобритании с июня по октябрь 2022 года.
Премьера «Локи» состоялась 9 июня 2021 года. Первый сезон состоит из шести эпизодов и является частью Четвёртой фазы КВМ. Он получил высокие оценки от критиков, похваливших актёрскую игру и визуальные решения. Выход второго сезона состоялся 5 октября 2023 года. Он так же состоит из шести серий и является частью Пятой фазы КВМ.

## Сюжет
Сразу же после кражи Тессеракта в фильме «Мстители: Финал» (2019) альтернативная версия Локи попадает в «Управление временны́ми изменениями» (УВИ), бюрократическую организацию, которая существует вне пространства и времени. Богу обмана предстоит ответить за свои преступления против времени и перед ним встаёт выбор: подвергнуться стиранию из реальности или помочь УВИ в борьбе со своей альтернативной версией.

## Актёры и персонажи
- Том Хиддлстон — Локи:
Сводный брат Тора и бог хитрости, основанный на одноимённом божестве из скандинавской мифологии[4]. Это альтернативный вариант Локи, который создал новую временную линию в фильме «Мстители: Финал» (2019), начиная с 2012 года[5]. Из-за этого он не прошёл через события фильмов «Тор 2: Царство тьмы» (2013) и «Тор: Рагнарёк» (2017), которые «изменили» ранее подлого персонажа перед его смертью в фильме «Мстители: Война бесконечности» (2018)[6][7]. Главный сценарист Майкл Уолдрон сравнил Локи с соучредителем Apple Inc. Стивом Джобсом, поскольку они оба были усыновлены и любят контролировать ситуацию[8]. Хиддлстон выразил заинтересованность в возвращении к этой роли, чтобы исследовать способности Локи, особенно способность менять облик, которая напрямую связана с исследованием идентичности в сериале[7]. Организация «Управление временными изменениями» обозначила пол Локи в сериале как «флюидный», ссылаясь на гендерную нейтральность персонажа в Marvel Comics, аспект, который ранее обсуждался о Локи в КВМ, учитывая его способность менять внешность[9][10]. Уолдрон сказал, что ему известно, что многие люди отождествляют себя с Локи, потому что персонаж является гендерно-флюидным, и «жаждут этого представления», и он усердно работал над этим аспектом персонажа[11]. Сериал также раскрывает, что Локи является бисексуалом, что делает его первым крупным персонажем-квиром в КВМ[12]. Сериал исследует больше магических способностей Локи, такие как телекинез и магические взрывы[13]. В первом сезоне характер Локи значительно вырос, поскольку он столкнулся со своей неуверенностью и желаниями. Во втором сезоне зрители могут ожидать ещё большего развития персонажа, поскольку он пытается осознать своё существование и последствия многообразия. Ожидается, что персонаж Сильви будет развиваться по мере того, как она вступит в свою роль в постоянно расширяющемся MCU.[14]
- Гугу Мбата-Роу — Равонна Ренслейер:
Бывшая Охотница УВИ, которая поднялась по карьерной лестнице и стала уважаемой судьёй; она наблюдает за расследованием варианта Локи[15][16]:8. Режиссёр Кейт Херрон сравнила обеих Мбата-Рау и Ренслейер с хамелеонами и сказала, что Ренслейер всегда «пыталась пританцовывать по линии» с Мобиусом, будучи одновременно его начальником и его другом. Херрон добавил, что Мбата-Рау принесла тепло в Ренслейер, а также передавала её боль[16]:8. «Локи» исследует происхождение Ренслейер, которое предшествовало появлению персонажа в комиксах, и Мбата-Роу наслаждалась возможностью начать «что-то новое» с этим персонажем[17]. Мбата-Роу назвала Ренслейер «невероятно амбициозной» и чувствовала, что между ней и Локи произошло «полное столкновение личностей». Она продолжила, сказав, что у Ренслейер «многое сидит на плечах» и ей приходится делать «морально неоднозначные выборы», что заставляет персонажа хранить секреты и наращивать слои[18]. Уолдрон чувствовал, что у Ренслейер были «задатки очень сложного злодея»[19].
- Вунми Мосаку — Охотник B-15:
Высокопоставленная охотница УВИ, полная решимости остановить Варианта, который убивал отряды минитменов[16]:9[20]. Мосаку назвала B-15 «офигенной» верной фанаткой УВИ, с сильной привязанностью к хранителям времени, которых она считает богами[16]:9. Мосаку привлекала честность B-15 и её способность быть самой собой, отметив: «У неё нет никакого социального этикета, проходящего через неё и её взаимодействия. То, что она чувствует и что она думает — это то, что вы видите и что вы получаете»[21]. Охотник B-15 изначально был написан как персонаж мужского пола, но его изменили после прослушивания Мосаку; она указала, что пол персонажа не изменил сути типа персонажа, которым должна была стать B-15[22].
- Юджин Кордеро — Кейси: Секретарь УВИ[23]. Кордеро также исполняет роль Охотника K-5E в новом УВИ, показанном в конце сезона[24].
- Тара Стронг — Мисс Минуты:
Мультяшные антропоморфные часы-талисман УВИ[25][26]. Стронг озвучивает Мисс Минуты с «южным протяжным акцентом»[27], что, по мнению Херрон, было представлением Уолдрона, так как он с Юга США. После того, как её создали исключительно для того, чтобы представить УВИ, сценаристы нашли больше способов включить Мисс Минуты в сериал, так как они посчитали её забавным персонажем[28]. Её дизайн был вдохновлён котом Феликсом и другими мультфильмами начала XX века, причём Херрон назвала Мисс Минуты «персонажем типа кролика Роджера»[27]. Стронг чувствовала, что «ужасающая информация», которую Мисс Минуты должна передать, была «идеальным сочетанием того, кем она является», поскольку она сказана «с улыбкой на лице»[22]. У Мисс Минуты «защитные» отношения с «Тем, кто остаётся» с сильной верой в то, что она понимает, «насколько важна её роль и насколько она важна для вселенной»[19].
- Оуэн Уилсон — Мобиус М. Мобиус:
Агент УВИ, специализирующийся на расследованиях особо опасных преступников во времени[7][16]:7. Херрон сравнила Мобиуса с крутым детективом[29], а Уилсон сравнил его с персонажем Джеком Кейтсом из фильма «48 часов»[16]:7. Президент Marvel Studios Кевин Файги отметил, что персонаж похож на Уилсона в том, что он равнодушен к КВМ[7]; Хиддлстон помог Уилсону подготовиться к роли, объяснив и показав ему моменты из КВМ, которые, по мнению Уилсона, были полезны для него в те моменты, когда Мобиус беседовал с Локи[7][30]. Уилсон и Хиддлстон рассматривали фильм «Умница Уилл Хантинг» как вдохновение для того, чтобы Мобиус был наставником и терапевтом для Локи, который всё ещё подталкивает его[31].
- София Ди Мартино — Сильвия:
Вариант Локи, которая атакует «Священную Временную линию» и владеет способностью зачаровывания[32][33]. Она не считает себя Локи, используя псевдоним «Сильвия»[34]. Хотя Сильвия была вдохновлена Сильвией Лаштон / Чаровницей и Леди Локи из комиксов, она является другим человеком с другой предысторией, отличающейся от этих персонажей, а также от Локи Хиддлстона[35][36]. Ди Мартино сказала, что Хиддлстон «присматривал» за ней и давал ей советы по поводу того, как играть этого персонажа[37], в то время как она проводила свои собственные исследования и готовилась к роли[38]. Ди Мартино сохранила свой региональный акцент для Сильвии, чтобы не звучать «слишком шикарно или слишком хорошо», чтобы отразить жизнь, которой жила Сильвия[36]. Хиддлстону показалось, что Ди Мартино включила «определённые характеристики», которые он использует для Локи, чтобы изобразить Сильвию, при этом делая её персонажа «полностью её собственностью»[38]. Херрон считала, что то, что Сильвия справлялась со своей болью, поставило её в такое же безвыходное положение, как и Локи в фильме «Тор» (2011)[39]. Ди Мартино смотрела боевые сцены в фильме «Взрывная блондинка» (2017), чтобы создать боевой стиль Сильвии, назвав её «уличным бойцом» с более драчливым боевым стилем, по сравнению с «балетным» стилем Локи[40]. Обширная предыстория персонажа была написана сценаристом сериала Элиссой Карасик, и Уолдрон выразил надежду, что часть материала может быть показана во втором сезоне[41]. Кэйли Флеминг исполняет роль молодой Сильвии[42].
- Саша Лэйн — Охотник C-20: Охотник УВИ, похищенный и очарованный Сильвией, чтобы раскрыть местонахождение Хранителей времени[43].
- Джек Вил — Ребёнок Локи: Молодой вариант Локи, который создал событие Нексуса, убив Тора, и считает себя королём Пустоты[44][45].
- ДеОбия Опарей — Хвастливый Локи: Вариант Локи, который сильно преувеличивает свои достижения[45].
- Ричард Э. Грант — Классический Локи:
Старый вариант Локи, который инсценировал свою смерть, чтобы избежать смерти от Таноса, и решил прожить свою жизнь в уединении, пока не стал одиноким[44]. Классический Локи обладает способностью создавать более крупные, сложные иллюзии, чем Локи[46].
- Джонатан Мейджорс — «Тот, кто остаётся»:
Учёный из XXXI века, который создал УВИ, чтобы предотвратить войну Мультивселенной между злыми вариантами самого себя[47]. Он является оригинальным творением сериала, вдохновлённым отдельным одноимённым персонажем из комиксов, а также персонажем Иммортусом[47][48]. Описывая персонажа как «харизматичного социопата», Уолдрон не хотел, чтобы сериал показывал, насколько злым может быть персонаж, поскольку по большей части «Тот, кто остаётся» пытается убедить всех вокруг, что другие его варианты хуже, чем он сам[49]. Мейджорс поговорил с Херрон и Marvel Studios о психологии персонажа, поскольку «Тот, кто остаётся» очень долго находился в изоляции, управляя УВИ. Херрон добавила, что они попытались найти «ту тонкую грань между экстравертностью и интровертностью этого персонажа и тем, что он долго жил сам по себе»[48]. Мейджорс использовал свою классическую клоунскую подготовку для этой роли и считал, что в роли «Того, кто остаётся» он улыбался больше, чем в любой другой своей роли вместе взятых[50]. Кроме того, он был вдохновлён фильмами «Волшебник страны Оз» (1939), «Бульвар Сансет» (1950), «Гражданин Кейн» (1941) и «Вилли Вонка и шоколадная фабрика» (1971) для его изображения, полагая, что «Тот, кто остаётся» был «архетипом волшебника и тем, что с ним происходит, когда ему становится скучно… и он становится жуликом»[51].
- Рафаэль Касаль — Охотник X-5 / Брэд Вульф:
Охотник УВИ[52][53], выдающий себя за актёра Брэда Вульфа, исполняющего главную роль в фильме «Заниак»[54][55]. В процессе сезона арестовывается УВИ[56]. Касаль назвал Охотника Х-5 «зеркалом Локи — ещё одним человеком, который чувствует себя обиженным. Он немного потерянный персонаж и ощущается как более ранняя версия Локи, отражающаяся в нём»[57].
- Кейт Дики — Генерал Докс[53][58].
- Лиз Карр — Судья Гэмбл[53][59].
- Нил Эллис — Охотник D-90:
Охотник УВИ[59].
- Ке Хюи Куан — Уроборос («У.Б.»)[60]:
Сотрудник УВИ, отвечающий за ремонт и обслуживание технологий организации[61]. Райт назвал его «причудливым ремонтником» и объяснил, что каждая технология в УВИ была либо разработана У.Б., либо он знает, как её починить и поддерживать в рабочем состоянии[62].
- Ричард Диксон — Барон-разбойник — промышленник, который покупает неисправное изобретение у Виктора Таймли на Всемирной выставке в Чикаго 1893 года[63].

## Список серий
| Сезон | Серии | Серии | Даты показа    | Даты показа     |
| Сезон | Серии | Серии | Первая серия   | Последняя серия |
| ----- | ----- | ----- | -------------- | --------------- |
| 1     | 6     | 6     | 9 июня 2021    | 14 июля 2021    |
| 2     | 6     | 6     | 5 октября 2023 | 9 ноября 2023   |

### 1 сезон (2021)
| № общий | № в сезоне | Название                                                | Режиссёр    | Автор сценария              | Дата премьеры |
| ------- | ---------- | ------------------------------------------------------- | ----------- | --------------------------- | ------------- |
| 1       | 1          | «Glorious Purpose» «Славная миссия»                     | Кейт Херрон | Майкл Уолдрон               | 9 июня 2021   |
| 2       | 2          | «The Variant» «Вариант»                                 | Кейт Херрон | Элисса Карасик              | 16 июня 2021  |
| 3       | 3          | «Lamentis» «Ламентис»                                   | Кейт Херрон | Биша К. Али                 | 23 июня 2021  |
| 4       | 4          | «The Nexus Event» «Событие Нексуса»                     | Кейт Херрон | Эрик Мартин                 | 30 июня 2021  |
| 5       | 5          | «Journey into Mystery» «Путешествие в тайну»            | Кейт Херрон | Том Кауффман                | 7 июля 2021   |
| 6       | 6          | «For All Time. Always.» «Ради всего времени. Навсегда.» | Кейт Херрон | Майкл Уолдрон и Эрик Мартин | 14 июля 2021  |

### 2 сезон (2023)
Второй шестисерийный сезон написан Эриком Мартином, а дуэт Джастин Бенсон и Аарон Мурхед стали режиссёрами большинства эпизодов.
Выход второго сезона состоялся 5 октября 2023 года. 19 декабря на канале Disney+ был предоставлен новый взгляд на новый сезон в числе других проектов, из которого стало понятно что София Ди Мартино и Оуэн Уилсон вернулись к своим ролям.
| № общий | № в сезоне | Название                               | Режиссёр                      | Автор сценария                                                            | Дата премьеры   |
| ------- | ---------- | -------------------------------------- | ----------------------------- | ------------------------------------------------------------------------- | --------------- |
| 7       | 1          | «Ouroboros» «Уроборос»                 | Джастин Бенсон и Аарон Мурхед | Эрик Мартин                                                               | 5 октября 2023  |
| 8       | 2          | «Breaking Brad» «Слом Брэда»           | Дэн Делиув                    | Эрик Мартин                                                               | 12 октября 2023 |
| 9       | 3          | «1893» «1893»                          | Касра Фарахани                | Сценарий: Эрик Мартин, Касра Фарахани и Джейсон О'Лири Сюжет: Эрик Мартин | 19 октября 2023 |
| 10      | 4          | «Heart of the TVA» «Сердце УВИ»        | Джастин Бенсон и Аарон Мурхед | Эрик Мартин Кэтрин Блэр                                                   | 26 октября 2023 |
| 11      | 5          | «Science/Fiction» «Наука / Фантастика» | Джастин Бенсон и Аарон Мурхед | Эрик Мартин                                                               | 2 ноября 2023   |
| 12      | 6          | «Glorious Purpose» «Славная миссия»    | Джастин Бенсон и Аарон Мурхед | Эрик Мартин                                                               | 9 ноября 2023   |

## Производство

### Разработка
К сентябрю 2018 года Marvel Studios разрабатывала несколько мини-сериалов для стримингового сервиса Disney+, которые должны будут быть сосредоточены на второстепенных персонажах из фильмов медиафраншизы «Кинематографическая вселенная Marvel» (КВМ), которые не появлялись в своих собственных фильмах, как например Локи; актёры, которые исполняли роли персонажей в фильмах, должны были вернуться к своим ролям в мини-сериалах. Ожидалось, что каждый из сериалов будет состоят из шести-восьми эпизодов, и у них будут «здоровенные бюджеты, сопоставимые с крупными студийными фильмами», а их производством будет заниматься Marvel Studios, а не Marvel Television, которая выпускала предыдущие телесериалы КВМ. Считалось, что президент Marvel Studios Кевин Файги возьмёт на себя «практическую роль» в разработке каждого из мини-сериала, сосредоточившись на «непрерывности истории» с фильмами и «управлении» актёрами, которые вновь будут исполнять свои роли из фильмов. В ноябре гендиректор Disney Боб Айгер подтвердил, что сериал, посвящённый Локи, находится в разработке, и что ожидалось, что Том Хиддлстон вновь исполнит свою роль из серии фильмов.
Ожидалось, что в сериале Локи будет «выскакивать в исторических эпоха на протяжении всей истории человечества как маловероятный фактор влияния на исторические события». Marvel Studios решила снять сериал о Локи из-за его сюжетного потенциала, а также потому, что он прожил больше тысячи лет в фильмах КВМ и мог заполнить пробелы в его различных невидимых приключениях. Сериал также предоставил Marvel Studios возможность больше поработать с Хиддлстоном, исследовать персонажа не в качестве второстепенного персонажа в фильмах и показать, как он строит новые отношения, а не развивает свои отношения с Тором. Это позволило предыдущим появлениям Локи в фильмах сохранить их целостность, поэтому сериалу перечитывать не пришлось эти сюжетные линии.
Хиддлстон считал смерть Локи в фильме «Мстители: Война бесконечности» (2018) эмоциональным завершением сюжетной арки персонажа, хотя он знал, когда он снимал сцену смерти, что у него будет эпизодическая роль в фильме «Мстители: Финал» (2019). В этой сцене из «Финала» версия Локи 2012 года сбегает с Тессерактом, и это не было задумано сценаристами для создания будущего телесериала, поскольку «Локи» тогда не планировался. Хиддлстон не знал, куда Локи отправился с Тессерактом, когда он снимался в сцене в 2017 году, и узнал о планах на «Локи» за шесть недель до выхода фильма «Мстители: Война бесконечности» (2018). Он держал планы на сериал в секрете до его официального анонса в конце 2018 года, и он с энтузиазмом отнёсся к возможности разными способами менять Локи, взяв более раннюю версию персонажа и столкнув его с новыми, более «грозными» противниками.
В феврале 2019 года в качестве главного сценариста и исполнительного продюсера сериала был нанят Майкл Уолдрон, и он также должен был написать сценарий к первому эпизоду. В августе 2019 года Кейт Херрон была объявлена в качестве режиссёра и исполнительного продюсера. Помимо Уолдрона и Херрон, исполнительными продюсерами сериала выступили Файги, Д’Эспозито, Алонсо, Бруссард и Хиддлстон. Первый сезон состоит из шести эпизодов, которые длятся по 40-50 минут.
Изначально «Локи» планировался как один сезон, но во время производства первого сезона стало понятно, что «с Локи есть что исследовать», и история может продолжаться; разработка второго сезона началась к ноябрю 2020 года. В январе 2021 года Уолдрон подписал общий контракт с Disney, и часть этой сделки включала то, что он примет «какое-то участие» во втором сезоне «Локи». Продюсер Marvel Studios Нейт Мур, который был исполнительным продюсером сериала «Сокол и Зимний солдат» (2021), считал, что у «Локи» есть «действительно дерзкие, умные и крутые» сюжетные линии, которые «подходят для нескольких сезонов таким образом, чтобы это не было одноразовым». Второй сезон был официально подтверждён в сцене после титров финале первого сезона. Херрон сказала, что она не вернётся к режиссуре второго сезона, а в июле 2021 года Уолдрон сказал, что «ещё неизвестно», будет ли он участвовать. В феврале 2022 года режиссёрский дуэт Джастин Бенсон и Аарон Мурхед были наняты для постановки большей части эпизодов второго сезона, в то время как Эрик Мартин, сценарист первого сезона, который взял на себя некоторые обязанности Уолдрона во время производства этого сезона, был назначен для написания шестисерийного второго сезона. Бенсон и Мурхед ранее были режиссёрами двух эпизодов сериала «Лунный рыцарь» (2022), которые прошли «так гладко», что Marvel Studios захотели, чтобы дуэт работал над другими проектами, и их быстро выбрали для второго сезона «Локи». В то время Хиддлстон и Уолдрон должны были вернуться в качестве исполнительных продюсеров.

### Сценарий
Действие сериала разворачивается после фильма «Мстители: Финал», в котором Локи украл Тессеракт во время событий 2012 года из фильма «Мстители» (2012), что создало альтернативную временную линию, отличающуюся от событий основных фильмов КВМ. В сериале другая версия Локи путешествует во времени и изменяет человеческую историю, с элементами истории о «человеке в бегах» и «неожиданным» качеством научной фантастики; сезон также исследует личность Локи. Локи влюбляется в женскую версию самого себя, Сильвию, в этом сезоне, что было большой частью задумки Уолдрона для сериала. Он отметил, что они не были уверены, что изображение Локи, влюбившегося в другую версию самого себя, было «слишком сумасшедшим». Он продолжил, сказав, что «Локи» был «в конце концов о любви к себе, саморефлексии и прощении себя», и это «казалось правильным», чтобы сериал стал первой «настоящей историей любви» персонажа.
В ноябре 2019 года Файги заявил, что сериал будет связан с фильмом «Доктор Стрэндж: В мультивселенной безумия» (2022), но до начала премьеры сериала он не подтвердил это или то, будет ли сериал связан с какими-либо другими проектами КВМ, хотя он сказал, что сериал «заложит основу» для будущего КВМ:1. Уолдрон отметил, что, как и во всех проектах КВМ, цель состояла в том, чтобы «Локи» оказал «большое влияние» на всю франшизу. В финале первого сезона «человеком за ширмой» УВИ оказывается «Тот, кто остаётся», вариант персонажа Канга Завоевателя из фильма «Человек-муравей и Оса: Квантомания» (2023). Джонатан Мейджорс играет обе роли, и Уолдрон чувствовал, что было «очень логично» ввести Мейджорса в сезоне, так как Канг является «путешествующим во времени, мультивселенским противником» и станет «следующим большим злодеем в будущих фильмах». Финал первого сезона также готовит почву для событий фильма «Доктор Стрэндж: В мультивселенной безумия» и элементов фильма «Человек-паук: Нет пути домой» (2021).

### Подбор актёров
После того, как в ноябре 2018 года официально объявили сериал, ожидалось, что Хиддлстон вновь исполнит роль Локи, и его участие было подтверждено в феврале 2019 года председателем Walt Disney Studios Аланом Ф. Хорном. В ноябре 2019 года София Ди Мартино была утверждена на «очень спорную» роль Сильвии, женского варианта Локи. Уолдрон хотел найти актрису на роль, которая соответствовала бы энергии, которую Хиддлстон привнёс в Локи, и описал Ди Мартино как опытную британскую актрису, не очень знакомую американской аудитории, чья предыдущая работа «взорвала его». В январе 2020 года Оуэн Уилсон присоединился к актёрскому составу в качестве «значимого персонажа», которым оказался Мобиус М. Мобиус, а в следующем месяце Гугу Мбата-Роу получила главную женскую роль Равонны Ренслейер, которая также должна быть «значимой».
В марте 2020 года Ричард Э. Грант получил роль Классического Локи в одном эпизоде сериала. В сентябре того же года Джонатан Мейджорс получил роль Канга Завоевателя в фильме «Человек-муравей и Оса: Квантомания», причём руководители Marvel Studios, режиссёр «Квантомании» Пейтон Рид, Уолдрон и Херрон все приняли участие в кастинге, поскольку Мейджорс должен был появиться в «Локи» в роли варианта Канга по имени «Тот, кто остаётся». При кастинге Уолдрон надеялся найти кого-то «харизматичного и притягательного», кто привлёк бы зрителей этой ролью, как это происходит в сериале с Локи и Сильвией. Хотя этот вариант не является Кангом, Херрон отметила, что сериал «подготавливает почву для [его] будущих прогулок», и назвала «огромной ответственностью и привилегией» представить персонажа. К концу марта также выяснилось, что Саша Лэйн получила роль Охотника C-20. В декабре 2020 года Вунми Мосаку получила роль Охотника B-15.
В апреле 2021 года стало известно, что Юджин Кордеро появится в сериале в роли Кейси, а позже в роли Охотника K-5E, в то время как после премьеры сериала стало известно, что актриса озвучания Тара Стронг озвучивает Мисс Минуты. Стронг, которой пришлось пройти прослушивание на роль, первоначально представила команде сериала три версии персонажа: одну, где она персонаж изображён с южноамериканским акцентом, другую, в которой было «чуть больше ИИ», и третью, более эмоциональную. Джек Вил и ДеОбия Опарей также появляются в ролях Ребёнка Локи и Хвастливого Локи, соответственно.
Хиддлстон, Мбата-Роу, Уилсон и Кордеро вернутся во втором сезоне в соответствующих ролях Локи, Ренслейер, Мобиуса и Кейси / Охотника K-5E.

### Съёмки
Съёмки первого сезона проходили на студии Pinewood Atlanta Studios в Атланте, Джорджия, где оператором выступила Отем Дюральд Аркапоу:2. Съёмки проходили в мегаполисе Атланты. Производство первого сезона было приостановлено из-за пандемии COVID-19. Съёмки второго сезона проходили на Pinewood Studios в Великобритании, где оператором выступил Айзек Бауман.

### Визуальные эффекты
Визуальные эффекты были созданы компаниями «Cantina Creative», «Crafty Apes», «Digital Domain», «FuseFX», «Industrial Light & Magic», «Luma Pictures», «Method Studios», «Rise», «Rodeo FX» и «Trixter».

### Музыка
Композитор Натали Холт начала работать над сериалом в августе 2020 года. Marvel Music и Hollywood Records выпустили музыку к первому сезону в цифровом виде в двух альбомах: музыка из первых трёх эпизодов была выпущена 2 июля 2021 года, а музыка из последних трёх эпизодов вышла 23 июля. Трек из финальных титров под названием «TVA» был выпущен в качестве сингла 11 июня.

## Показ
Премьера сериала «Локи» состоялась на «Disney+» 9 июня 2021 года, и первый сезон из шести эпизодов завершился 14 июля. Он является частью Четвёртой фазы КВМ. Второй сезон также будет состоять из шести эпизодов и входить в Пятую фазу КВМ.

## Реакция

### Зрительская аудитория
В мае 2022 года Файги объявил, что «Локи» стал самым просматриваемым сериалом Disney+ от Marvel Studios.

### Реакция критиков
На сайте Rotten Tomatoes сериал имеет рейтинг 93 % со средней оценкой 7,85/10 на основе 122 отзывов. Консенсус критиков гласит: «„Локи“ является блестящим ответвлением от КВМ, какой мы её знаем. Сериал необычен, очарователен и смутно опасен, как и сам полубог Локи. Играющий его Том Хиддлстон переходит от роли любимого злодея к роли милого антигероя — с небольшой помощью Оуэна Уилсона». На Metacritic средневзвешенная оценка сериала составляет 73 из 100 на основе 21 отзыва, что указывает на «преимущественно положительные отзывы».

### Награды
Сериал «Локи» получил множество наград и номинаций в различных категориях. Сериал получил шесть номинаций прайм-тайм премии «Эмми» в области творческих искусств, однако не победил ни в одной. Он также получил две номинации в премии Гильдии художников-постановщиков США и победил в категории «Одночасовой период или фантастический однокамерный сериал». Сериал получил четыре номинации «Выбор телевизионных критиков», а также четыре номинации премии «Сатурн», где смог одержать победу в категории «Лучший телесериал в жанре фэнтези». Он также был номинирован на премии «Харви» и «Дракон».

## Документальный выпуск
В феврале 2021 года было объявлено о серии документальных выпусков «Marvel Studios: Общий сбор». Выпуск «Создание „Локи“» рассказывает о создании сезона, и в нём приняли участие Уолдрон, Херрон, Хиддлстон, Мбата-Роу, Мосаку, Уилсон, Ди Мартино, Опарей, Грант и Мейджорс. Выпуск вышел на Disney+ 21 июля 2021 года.